# C'è da spostare una macchina/Le solite promesse
C'è da spostare una macchina/Le solite promesse è un singolo del cantautore ed attore italiano Francesco Salvi, pubblicato nel 1988.
Il lato A è un remake del brano disco music del coevo pezzo "The Party", dei Kraze, con un pezzo preso da Dancer (Gino Soccio) del 1979, mentre il testo ricorda gli avvertimenti che venivano annunciati al microfono in discoteca negli anni 80, per avvisare chi parcheggiava male fuori dal locale.

## Tracce
1. C'è da spostare una macchina – 3:27 (Francesco Salvi, Mario Natale)
2. Le solite promesse – 3:35 (Francesco Salvi, Piero Cotto)

## Classifiche

### Classifiche settimanali
| Classifica (1989) | Posizione massima |
| ----------------- | ----------------- |
| Europa            | 80                |
| Italia            | 1                 |

### Classifiche di fine anno
| Classifica (1988) | Posizione |
| ----------------- | --------- |
| Italia            | 3         |

## Curiosità
Il cabarettista sardo Benito Urgu ha reinterpretato il brano in chiave comico-umoristica, con una cover intitolata C'è da spostare una pecora (famoso è, ad esempio, il verso "quella pecora là devi metterla qua!"). La canzone è stata pubblicata come singolo nel 1990.